# 红喉歌鸲

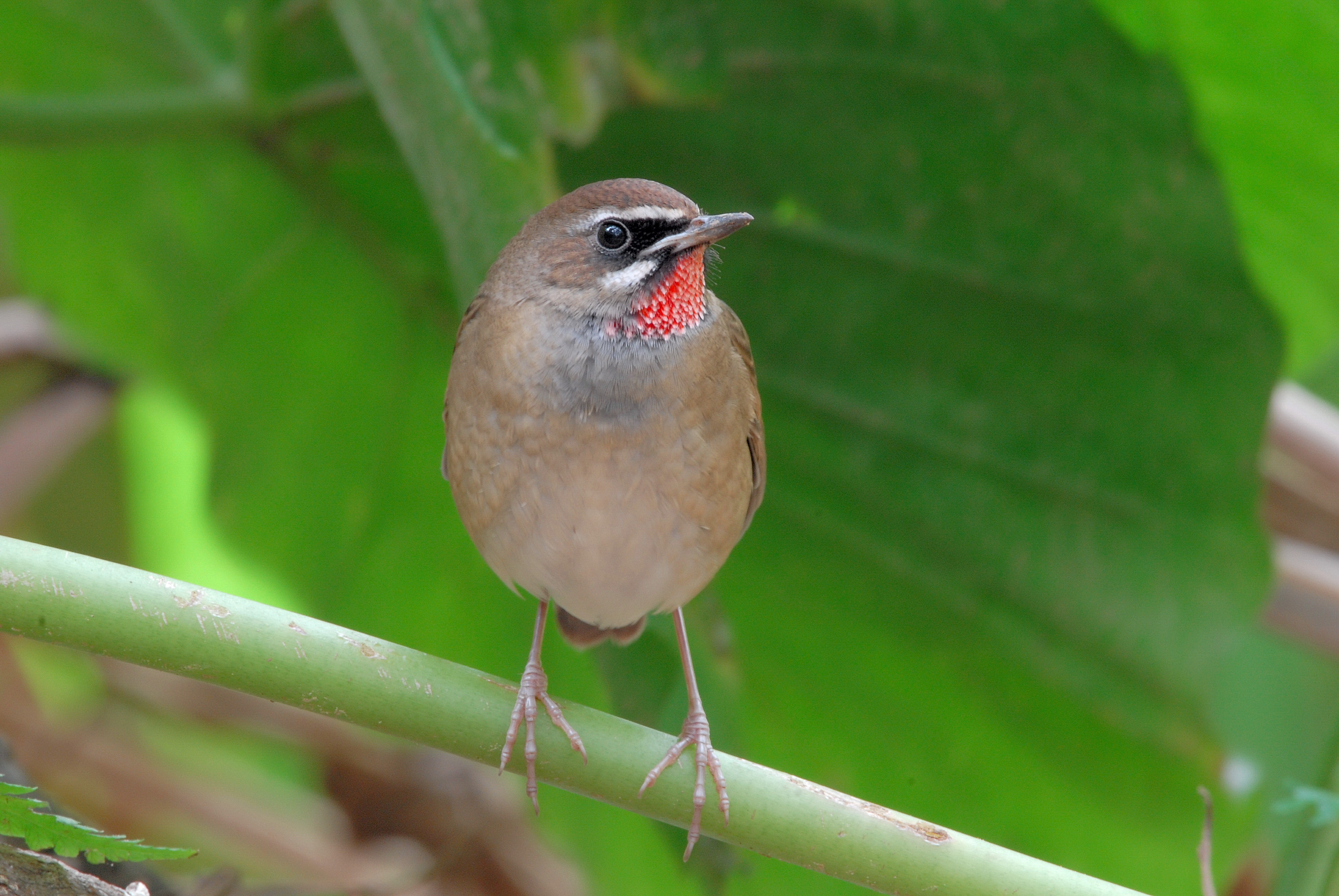
雄鳥

红喉歌鸲（学名：Calliope calliope）为鶲科野鴝屬的鸟类，俗名红脖、红点颏、红脖雀（雄）、白点颏（雌），大陸稱紅喉歌鴝。是由彼得·西蒙·帕拉斯於1776年首次描述的一種小型雀形目鳥類。它曾被歸類為鶇科（Turdidae）的一員，但現在普遍認為它屬於舊大陸鶲科（Muscicapidae）。 野鴝和一些類似的小型歐洲鳥類常被稱為䳭（chats）。

## 分類
野鴝以前被歸於歌鴝屬（Luscinia）。2010年發表的一項大型分子系統發生學研究發現Luscinia並非單系群。因此該屬被拆分，並且包括野鴝在內的多個物種被移至重新設立的野鴝屬（Calliope），野鴝則成為其模式種。 Calliope 源自古希臘語，意為「美聲者」，在希臘神話中是掌管雄辯和史詩的繆斯之一。

## 描述
体长达16厘米；雄鸟体羽大部分为纯橄榄褐色，各羽中央略现深暗，亮红色喉部，眼上有一白色条纹，雌鸟为白色喉部，眼上条纹为淡黄色。
該物種的體型略大於歐亞鴝，背部為單一的褐色，除了其顯眼的黑色尾巴與兩側的紅色斑塊。牠有醒目的白色眉紋。雄鳥有紅色的喉部，喉部邊緣有一條窄黑邊和一條寬白邊。雌鳥缺乏這種鮮豔的喉部和邊緣顏色。雄鳥的叫聲類似於園林鶯，但聲音較為強硬。

## 分布
分布于西伯利亚、蒙古、日本、朝鲜、印度、孟加拉、缅甸、中南半岛、中国大陆及台灣等地。在中國大陸從东北至華西、華南、西南皆可找到。栖息于地面，常在平原繁茂的薮丛或芦苇间跳跃，或在附近地面奔驰，多位于距水不远的地面上。该物种的模式产地在西伯利亚叶尼塞河-勒拿河流域。
這是一種遷徙食蟲性鳥類，主要在西伯利亞的混合針葉林與下層植被中繁殖，並在地面附近築巢。牠們的冬季棲地位於泰國、印度、印尼和孟加拉（見冬季分布圖）。牠是極為罕見的迷鳥，偶爾會出現在西歐的英國等地。牠也極為罕見地出現在阿留申群島，尤其是在阿圖島上。